# Ramchandrapur
Ramchandrapur là một thị trấn thống kê (census town) của quận Haora thuộc bang Tây Bengal, Ấn Độ.

## Địa lý
Ramchandrapur có vị trí 22°54′B 88°29′Đ / 22,9°B 88,48°Đ Nó có độ cao trung bình là 8 mét (26 feet).

## Nhân khẩu
Theo điều tra dân số năm 2001 của Ấn Độ, Ramchandrapur có dân số 9014 người. Phái nam chiếm 52% tổng số dân và phái nữ chiếm 48%. Ramchandrapur có tỷ lệ 76% biết đọc biết viết, cao hơn tỷ lệ trung bình toàn quốc là 59,5%: tỷ lệ cho phái nam là 80%, và tỷ lệ cho phái nữ là 71%. Tại Ramchandrapur, 11% dân số nhỏ hơn 6 tuổi.